# Blumenstein
Blumenstein es una comuna suiza situada en el distrito administrativo de Thun, en el cantón de Berna. Tiene una población estimada, a fines de 2021, de 1263 habitantes.